# Cephalopholis nigri
Cephalopholis nigri es una especie de pez del género Cephalopholis, familia Serranidae. Fue descrita científicamente por Günther en 1859.
Se distribuye por el Atlántico Oriental: Senegal a Lobito, Angola, incluidas las islas Canarias (Tenerife). La longitud total (TL) es de 30,5 centímetros. Habita en fondos de lodo, arena, rocas y en aguas costeras. Puede alcanzar los 100 metros de profundidad.
Está clasificada como una especie marina inofensiva para el ser humano.